# Georgia Hale

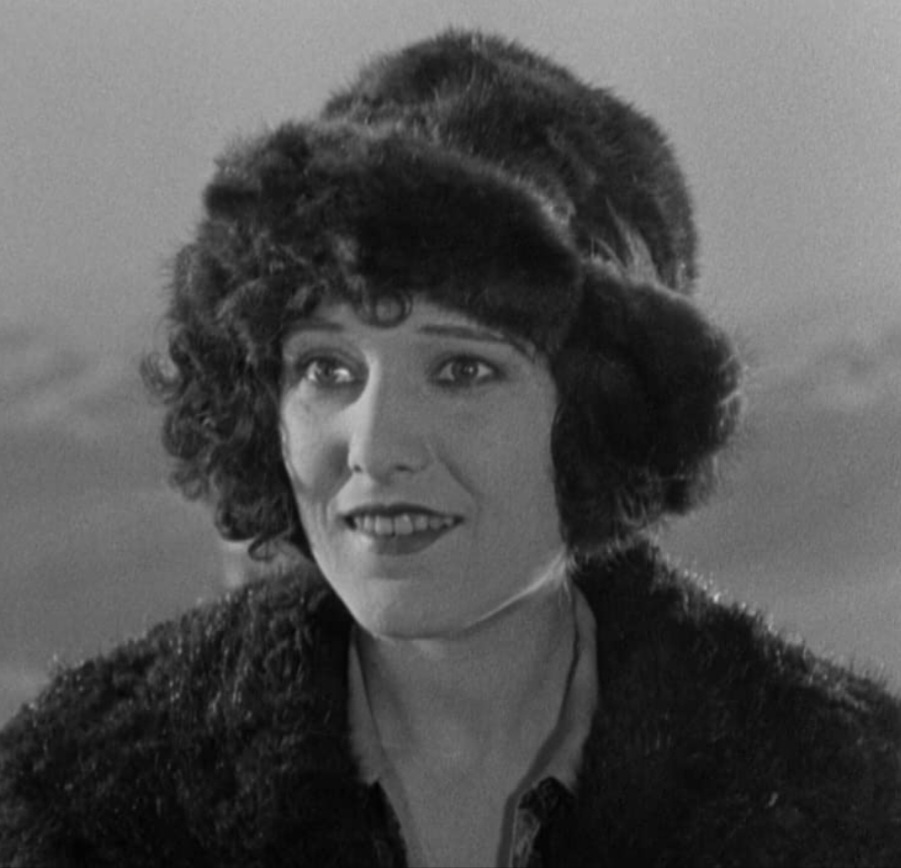
Georgia Hale im Jahr 1925 bei den Filmaufnahmen zu "Goldrausch"

Georgia Theodora Hale (* 25. Juni 1900 in St. Joseph, Missouri; † 7. Juni 1985 in Hollywood, Kalifornien) war eine US-amerikanische Schauspielerin. Bekannt wurde sie 1925 durch die weibliche Hauptrolle in Charlie Chaplins Film Goldrausch.

## Leben
1922 gewann Georgia Hale einen Schönheitswettbewerb und ging nach New York, um dort eine Theaterkarriere zu starten. Als dies scheiterte, versuchte sie es als Filmschauspielerin in Hollywood. Ihr erster Erfolg war das Filmdrama The Salvation Hunters unter Regie von Josef von Sternberg, das 1925 in die Kinos kam. Charlie Chaplin, der den Streifen bereits vorab sah, engagierte dessen Hauptdarstellerin Georgia Hale für die Rolle des Barmädchens Georgia in seinem nächsten Film Goldrausch (Originaltitel The Gold Rush), der im Sommer 1925 veröffentlicht wurde und 1942 nochmals in einer Tonfassung neu herauskam. 
Durch den Erfolg wurde sie über Nacht ein Star und wurde von Paramount Pictures unter Vertrag genommen. Im folgenden Jahr spielte sie unter anderem die Rolle der Myrtle Wilson in The Great Gatsby, der ersten Verfilmung von F. Scott Fitzgeralds gleichnamigem Roman. Bereits 1928 drehte sie ihre letzten Filme, unter anderem den Stummfilm The Last Moment. Mit dem Aufkommen des Tonfilms fand ihre Karriere ein jähes Ende. Da man sie für Sprechrollen für ungeeignet erachtete, wurde ihr Vertrag aufgelöst. 
1931 absolvierte sie noch einmal Probeaufnahmen für Chaplin: Chaplin war mit Virginia Cherrill, seiner Hauptdarstellerin in Lichter der Großstadt, derart unzufrieden, dass er sie entließ. Da der Film kurz vor seiner Vollendung stand, stellte er sie für die noch fehlenden Aufnahmen dann aber doch wieder ein. Später verdiente Hale ihr Geld als Tanzlehrerin und brachte es später als Immobilieninvestorin in Süd-Kalifornien zu beträchtlichem Vermögen.

## Autobiographie
In den 1960er Jahren schrieb Georgia Hale ihre Erinnerungen an die Zeit mit Chaplin nieder. Dieses autobiographische Werk wurde erst zehn Jahre nach ihrem Tod unter dem Titel Charlie Chaplin: Intimate Close-Ups veröffentlicht. Sie wurde ebenfalls für die britische Dokumentarfilmreihe Unknown Chaplin (1983) interviewt. Hale äußerte sich in ihren Erinnerungen generell positiv über Chaplin und soll sogar eine Affäre mit diesem während der Goldrausch-Dreharbeiten gehabt haben.

## Filmografie
- 1924: Die mit Seelen Handel treiben (For Sale)
- 1925: His Marriage Wow
- 1925: Die Heilsjäger (The Salvation Hunters)
- 1925: Goldrausch (The Gold Rush)
- 1926: The Rainmaker
- 1926: Der große Gatsby (The Great Gatsby)
- 1926: Man of the Forest
- 1927: Der unfreiwillige Sheriff (Hills of Peril)
- 1927: The Wheel of Destiny
- 1928: A Woman Against the World
- 1928: Der Friedensrichter von Jacksonville (The Rawhide Kid)
- 1928: The Last Moment
- 1928: Gypsy of the North
- 1928: A Trick of Hearts
- 1928: The Floating College
- 1931: The Lightning Warrior